# Charlie Rivel
Charlie Rivel, nato Josep Andreu i Lasserre (Cubelles, 23 aprile 1896 – Sant Pere de Ribes, 26 luglio 1983), è stato un circense spagnolo, uno dei pochi clown a raggiungere la vera popolarità internazionale, ispirando dipinti e romanzi, film e opere teatrali.

## Biografia

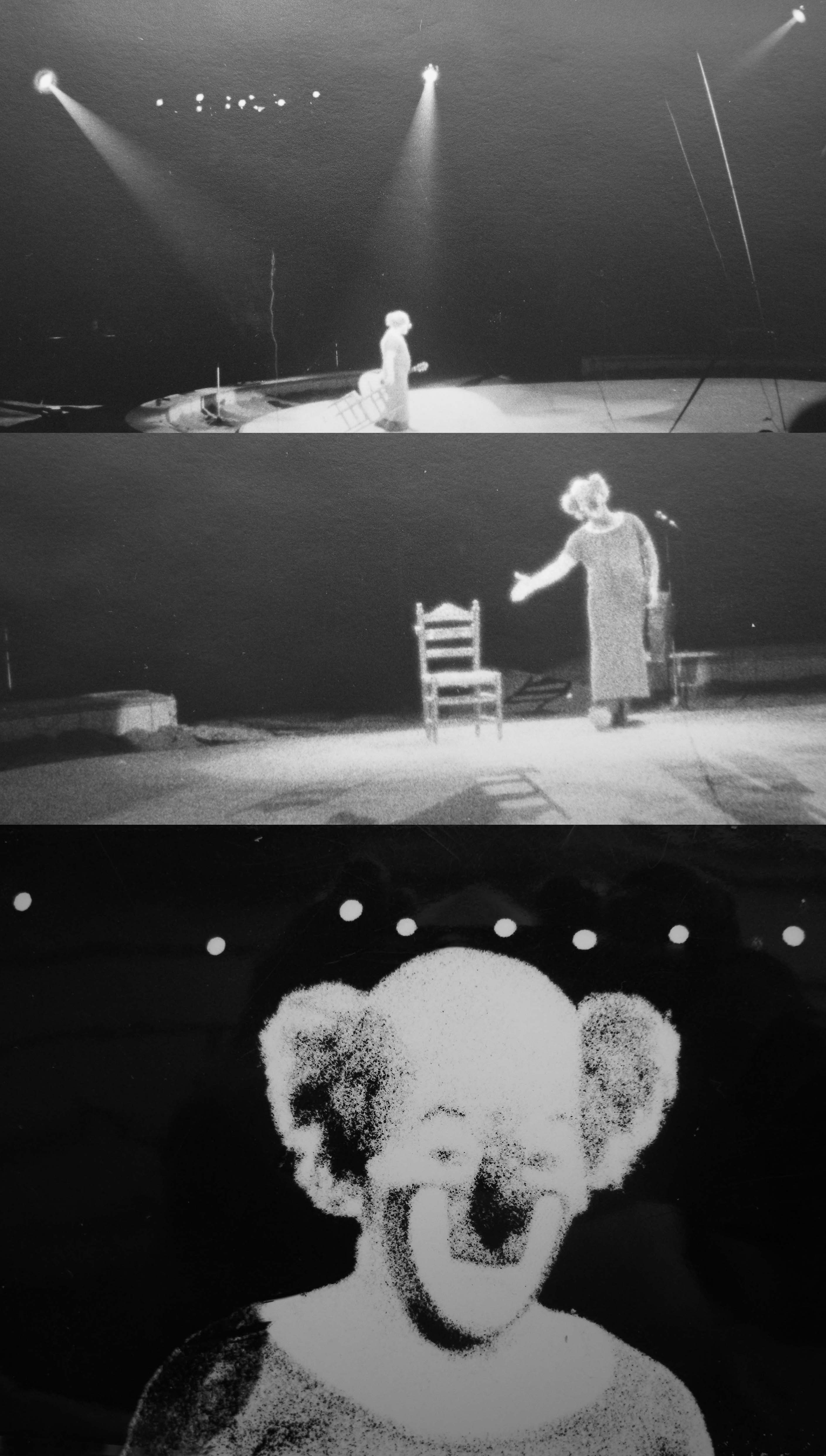
Charlie Rivel nel 1972 a Vienna

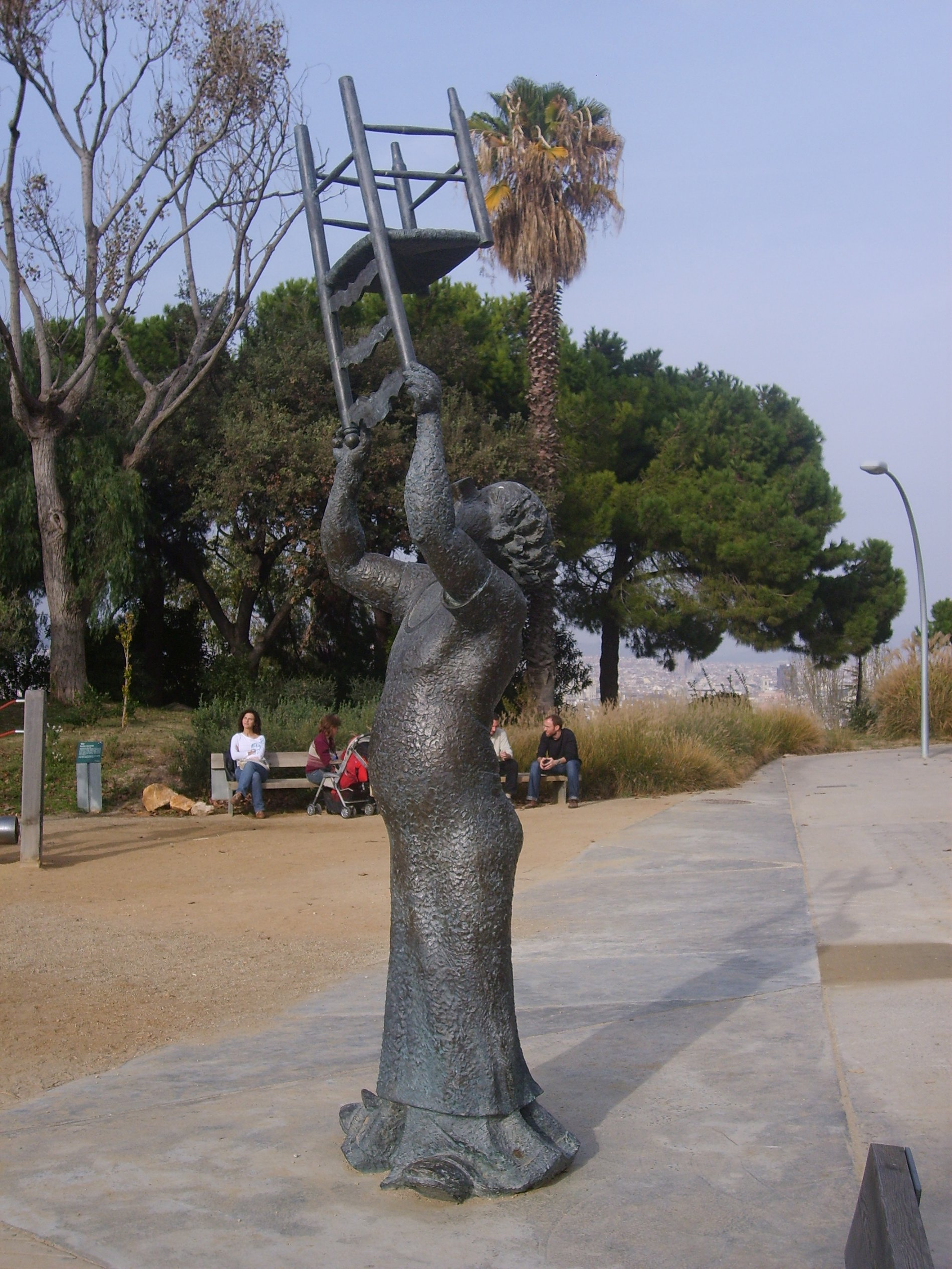
Monumento dedicato a Charlie Rivel a Montjuïc

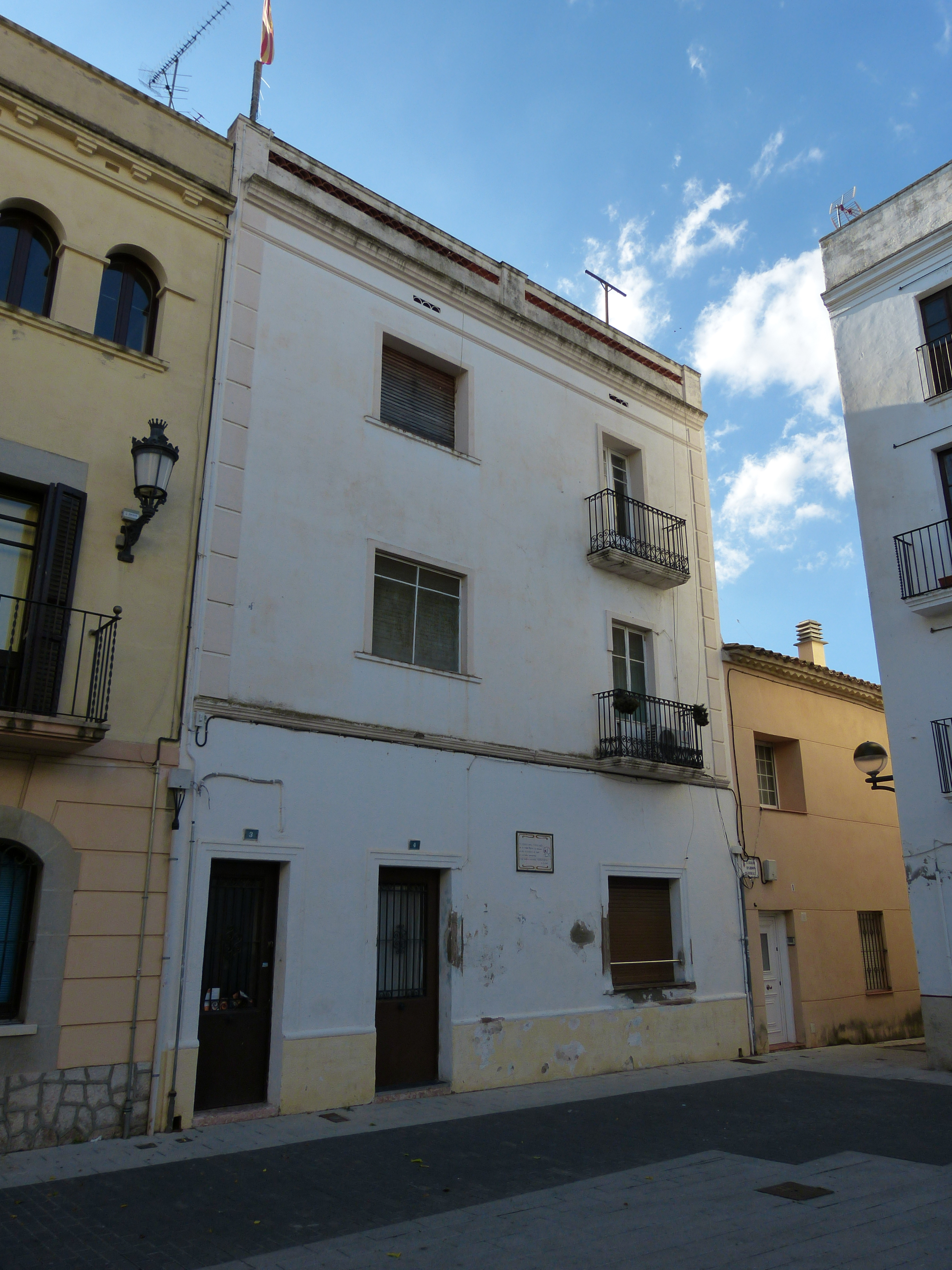
Casa natale di Charlie Rivel

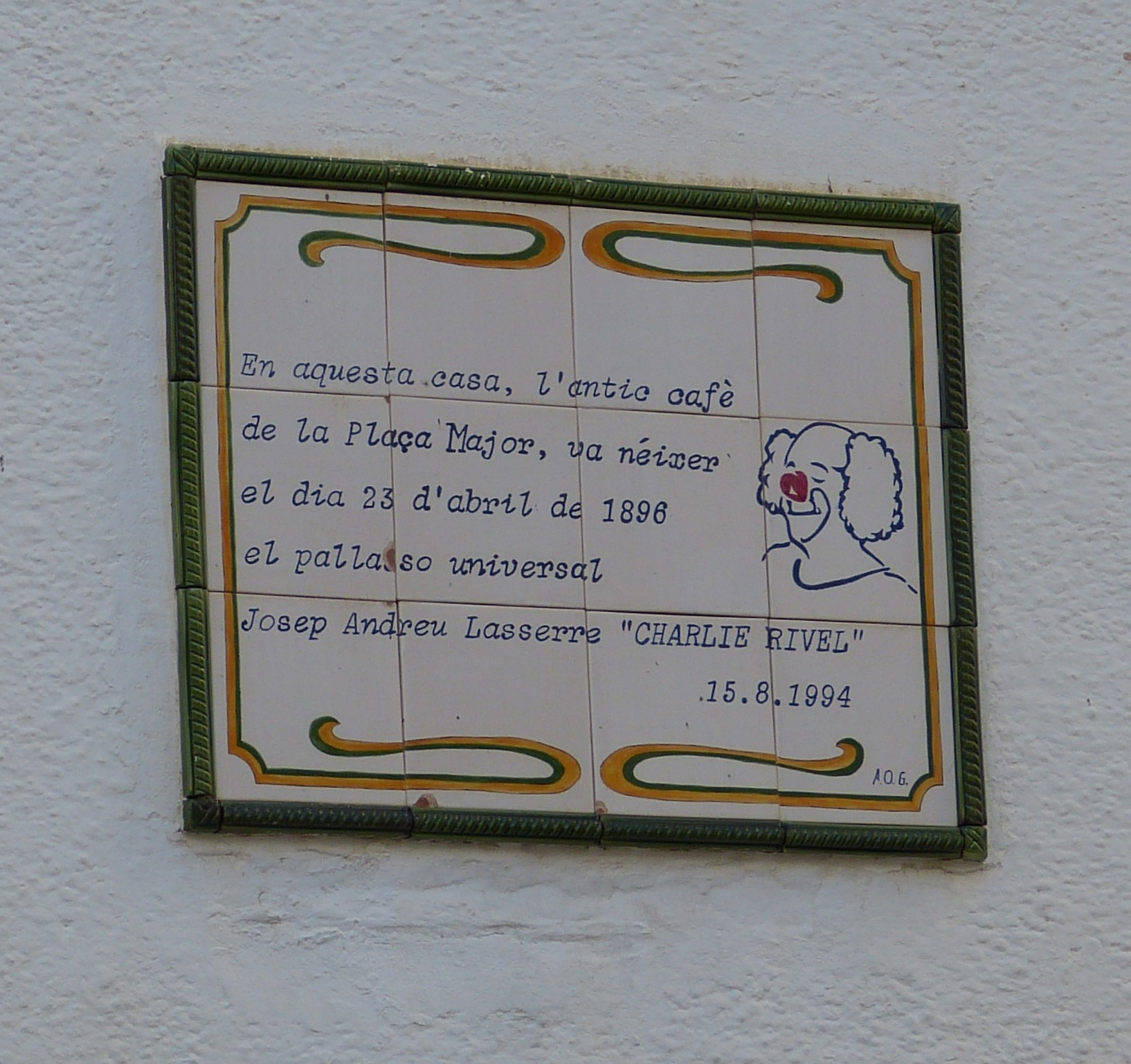
Targhetta nella casa natale di Charlie Rivel

Il padre di Rivel, Pedro Jaime Andreu Pausas, era figlio di un ebanista di Barcellona. Nel 1880, all'età di quindici anni, Pedro e suo fratello Juan abbandonarono la famiglia per seguire il Circo Milá, dove impararono le arti del trapezio.
In seguito, Pedro conobbe e sposò un'acrobata francese, Marie-Louise Lasserre Seguino, decidendo di trasferirsi in Francia, e proprio durante questo viaggio nacque Charlie Rivel.
Sin da piccolo Charlie Rivel si addestrò in danze acrobatiche, atti di bilanciamento delle mani, cavalcate e a suonare la chitarra, il violino e il mandolino, e nel 1906, esordì come clown.
Verso la fine degli anni dieci, il circo e gli spettacoli di varietà si ispirarono all'umorismo parodistico di Charlie Chaplin.
Josep, presentò il suo personaggio di Charlie nel 1916, un'esibizione intitolata "Charlot et les Rivels" e da quel momento, Josep si sarebbe chiamato Charlie Rivel.
Il 15 gennaio 1920, a Valencia, in Spagna, Charlie sposò Carmen Busto, un'attrice nel circo della sua famiglia e ben presto formò un trio comico-acrobatico di successo che si esibì in numerosi circhi e teatri di varietà, come il London Coliseum nel 1923 e, l'anno successivo, il Cirque d'Hiver a Parigi, poi il Bertram Mills Circus all'Olympia di Londra.
Charlie Rivel si caratterizzò trasformandosi in un personaggio eccentrico con grande trucco e costume, con i capelli rossi, il grande naso rosso quadrato, la maglietta rossa lunga, le scarpe nere oversize e il comportamento infantile.
Però nel 1935, a Francoforte sul Meno, Charlie Rivel decise di separarsi da suo padre e dai suoi fratelli e di costruire una carriera con i suoi figli e sua moglie, soprattutto in Germania, dove recitò anche in un film di successo diretto da Wolfgang Staudte, intitolato Akrobat Schööön! (1943).
Dopo la seconda guerra mondiale Charlie Rivel passò ad uno spettacolo come solista, abbandonando per sempre il suo trapezio volante, e sviluppando uno show musicale con sedia e chitarra e la sua parodia di una diva dell'opera, che diventarono i pezzi centrali del programma natalizio del Cirque Medrano.
Charlie Rivel ha pubblicato la sua autobiografia in Danimarca nel 1971, dal titolo Stakkels Klovn (Povero clown), tradotta in numerose lingue.
Nel 1970 è apparso in un cameo in una sequenza per il film di Federico Fellini I clowns.
Negli ultimi anni soffrì di problemi respiratori e il 26 luglio 1983 morì nell'ospedale di Sant Pere de Ribes, in Catalogna, in Spagna.